# Штрауб, Наталья
Наталья Штрауб (урождённая Киселёва, род. 27 мая 1978, Луганск) — украинская, а с 2007 года — немецкая шахматистка, гроссмейстер (1998) среди женщин. Чемпионка Украины (1994).

## Карьера
Наталья Штрауб неоднократно представляла Украину на чемпионатах мира и Европы среди девушек в разных возрастных категориях. Наибольшего успеха спортсменка достигла в 1993 году, когда в Сомбатгее стала чемпионкой Европы среди шахматисток до 16 лет. 
В 1994 году стала чемпионкой Украины среди женщин. 
В 1996 году победила на турнире Краковия в Кракове. В том же году поделила 3-е место на турнире во Фридеке-Мистеке. В 2000 году поделила 2-е место на турнире в Бюлертале. В 2001 году приняла участие в чемпионате мира по олимпийской системе, который проходил в Москве. В 1-м туре выбила из борьбы Ван Юй, но во 2-м уступила Алисе Галлямовой. В 2003 году поделила 3-е место на международном турнире Акрополис в Афинах.
С декабря 2007 года является членом Немецкой шахматной федерации. Участвовала в чемпионате Германии в 2015 году, заняла третье место.